# Каменской, Игорь Александрович
Игорь Александрович Каменской (род. 25 января 1968) — российский предприниматель, политический и государственный деятель, член Совета Федерации (2002—2009).

## Биография
В 1993 году окончил филологический факультет Московского педагогического государственного университета. С 1992 по 1998 год занимал должность вице-президента ТОО «Союзконтракт», в 1999 году был вице-президентом ЗАО АКБ «Росбанк». С 2000 по 2002 год являлся советником Председателя Государственной думы.
Постановлением Совета Федерации от 30 октября 2002 года № 415-СФ подтверждено начало полномочий И. А. Каменского как представителя в Совете Федерации Российской Федерации от Народного Собрания — Парламента Республики Ингушетия с 29 октября 2002 года. С ноября 2002 года состоял в Комитете по социальной политике, с января 2003 года — заместитель председателя Комитета. В январе 2004 года вошёл в Комиссию по информационной политике.
Постановлением Совета Федерации от 24 марта 2004 года № 64-СФ полномочия Каменского прекращены ввиду истечения срока полномочий Народного собрания Республики Ингушетия.
Постановлением Совета Федерации от 9 июня 2004 года № 164-СФ подтверждено начало полномочий Каменского как представителя в СФ от исполнительного органа государственной власти — совета администрации Красноярского края с 25 мая 2004 года.
С июня 2004 по октябрь 2007 — член Комиссии по информационной политике, с сентября 2007 по апрель 2008 — член Комиссии по культуре, с августа 2004 по ноябрь 2008 — член Комитета по делам Федерации и региональной политике.
Постановлением Совета Федерации от 16 апреля 2008 года № 128-СФ полномочия Каменского подтверждены на основании указа губернатора Красноярского края Хлопонина от 30 августа 2007 года № 127-уг. В ноябре 2008 года стал заместителем председателя Комитета по делам Федерации и региональной политике.
16 ноября 2009 года полномочия Каменского досрочно прекращены.
После ухода из Совета Федерации избран председателем совета директоров инвестбанка «Ренессанс Капитал».
По состоянию на декабрь 2021 года является:
Управляющим директором ООО «Ренессанс Брокер»
заместителем председателя Совета директоров, членом комитета по аудиту, руководителем комитета по кадрам и вознаграждениям, руководителем комитета по стратегии ПАО «Аэрофлот»;
членом комитета по инвестициям Совета директоров, председателем Комитета по аудиту Совета директоров, членом Комитета по кадрам и вознаграждениям Совета директоров, членом Совета директоров ПАО «ФСК ЕЭС»;
независимым директором в составе Совета директоров ПАО «Корпорация ВСМПО-АВИСМА»;
вице-президентом, членом Бюро Исполкома, председателем комитета по безопасности РФС (Общероссийская общественная организация Российский футбольный союз)

## Личная жизнь
2 февраля 2009 года Каменской организовал по поводу своего дня рождения концерт в помещении театра «Современник», причём приглашённые музыканты Андрей и Михаил Ивановы, а также Денис Мацуев, Борислав Струлёв и другие исполняли в том числе и музыку, написанную самим Каменским, который ранее был известен в кругу знакомых только как певец. Среди гостей замечены вице-премьеры Александр Жуков, Дмитрий Козак, Алексей Кудрин, министры Игорь Левитин и Алексей Гордеев, глава Росатома Сергей Кириенко.
Каменской — автор музыки гимна Красноярского края и нескольких песен Кристины Орбакайте, Алёны Свиридовой, Александра Иванова и Валерия Сюткина.

## Награды
- Благодарность Президента Российской Федерации (25 июля 1996 года) — за активное участие в организации и проведении выборной кампании Президента Российской Федерации в 1996 году[10]
- Благодарность Президента Российской Федерации (28 августа 2018 года) — за активное участие в общественно-политической жизни российского общества
- Медаль Совета Безопасности Российской Федерации «За заслуги в обеспечении национальной безопасности» (20 февраля 2020 года) — на основании распоряжения Совета безопасности Российской Федерации № А21-5рсб от 20 февраля 2020 года